# District d'Ústí nad Orlicí
Le district de Ústí nad Orlicí  (en tchèque : okres Ústí nad Orlicí) est un des quatre districts de la région de Pardubice, en Tchéquie. Son chef-lieu est la ville d'Ústí nad Orlicí.

## Liste des communes

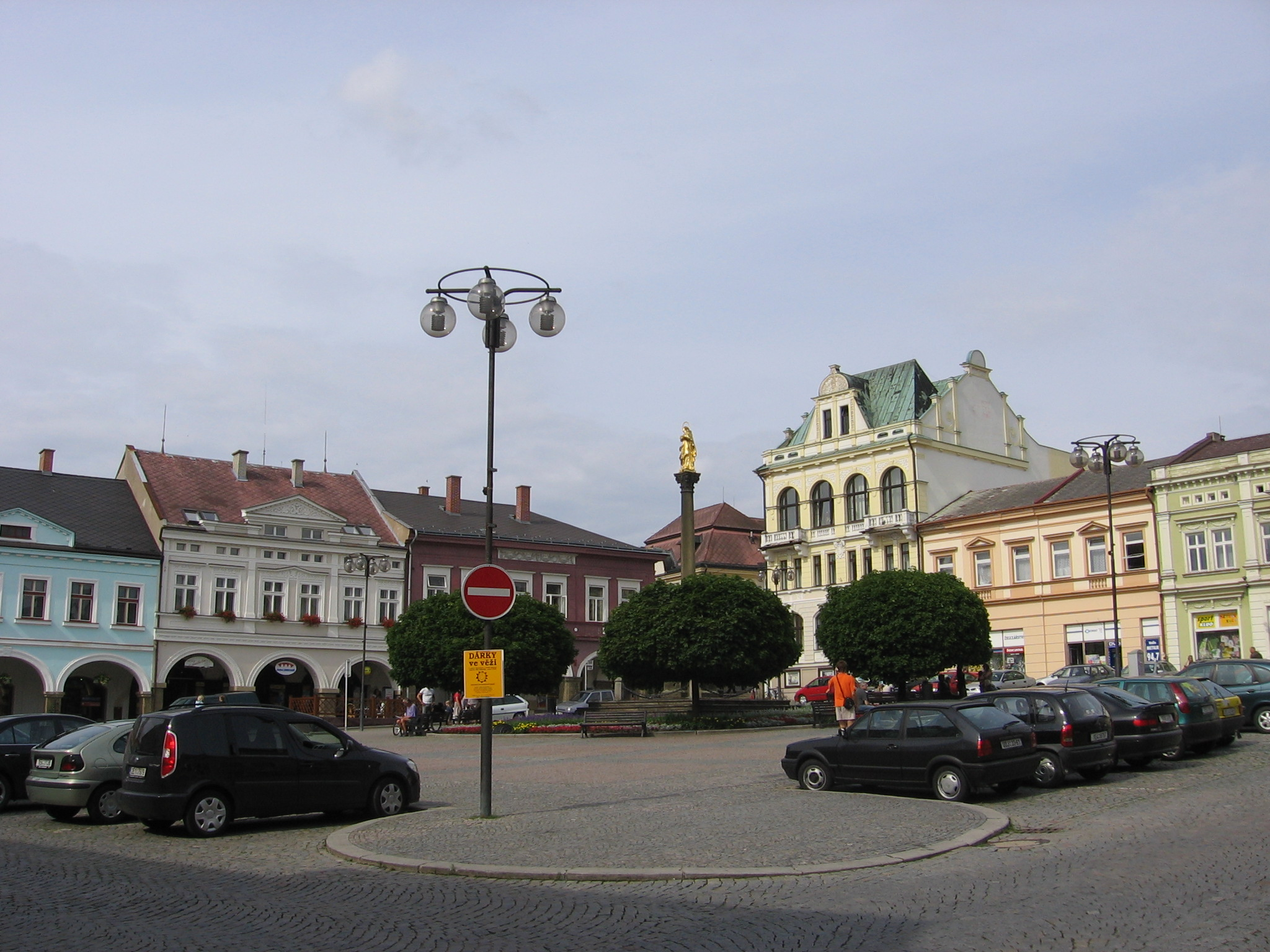
Place de la paix, Ústí nad Orlicí.

Le district compte 115 communes, dont 10 ont le statut de ville (město, en gras) et 4 celui de bourg (městys, en italique) :
Albrechtice, 
Anenská Studánka,  
Běstovice, 
Bošín, 
Brandýs nad Orlicí, 
Bučina,  
Bystřec,  
Čenkovice,  
Červená Voda,  
Česká Rybná,  
Česká Třebová,  
České Heřmanice,  
České Libchavy,  
České Petrovice, 
Choceň,  
Cotkytle,  
Damníkov,  
Dlouhá Třebová,  
Dlouhoňovice,  
Dobříkov,  
Dolní Čermná,  
Dolní Dobrouč,  
Dolní Morava,  
Džbánov,  
Hejnice,  
Helvíkovice,  
Hnátnice,  
Horní Čermná,  
Horní Heřmanice,  
Horní Třešňovec,  
Hrádek,  
Hrušová,  
Jablonné nad Orlicí,  
Jamné nad Orlicí,  
Javorník,  
Jehnědí,  
Kameničná,  
Klášterec nad Orlicí,  
Koldín,  
Kosořín,  
Králíky,  
Krasíkov,  
Kunvald,  
Lanškroun,  
Leština,  
Letohrad,  
Libecina,  
Libchavy,  
Lichkov,  
Líšnice,  
Lubník,  
Lukavice,  
Luková,  
Mistrovice, 
Mladkov,  
Mostek,  
Nasavrky,  
Nekoř,  
Nové Hrady,  
Orlické Podhůří,  
Orličky,  
Ostrov,  
Oucmanice,  
Pastviny,  
Petrovice,  
Písečná,  
Plchovice,  
Podlesí,  
Přívrat,  
Pustina,  
Radhošť,   
Řepníky,  
Řetová,  
Řetůvka, 
Rudoltice,  
Rybník, 
Sázava,  
Seč,  
Semanín,  
Skořenice,  
Slatina,  
Sobkovice,  
Sopotnice, 
Sruby,  
Stradouň,  
Strážná,  
Studené,  
Sudislav nad Orlicí,  
Sudslava,  
Svatý Jiří,  
Šedivec,  
Tatenice,  
Těchonín,  
Tisová,  
Trpík,  
Třebovice,  
Týnišťko,  
Újezd u Chocně,  
Ústí nad Orlicí,  
Velká Skrovnice,  
Verměřovice,  
Vinary,  
Voděrady,  
Vraclav,  
Vračovice-Orlov,  
Výprachtice,  
Vysoké Mýto,  
Zádolí,  
Záchlumí,  
Zálší,  
Zámrsk,  
Zářecká Lhota,  
Žamberk,  
Žampach,  
Žichlínek

## Principales villes
Population des principales villes du district au 1er janvier 2024 et évolution depuis le 1er janvier 2023 :	
| Česká Třebová       | 15 119 | en diminution   |
| Ústí nad Orlicí     | 14 098 | en diminution   |
| Vysoké Mýto         | 12 412 | en augmentation |
| Lanškroun           | 9 849  | en augmentation |
| Choceň              | 8 662  | en diminution   |
| Letohrad            | 6 445  | en diminution   |
| Žamberk             | 5 917  | en diminution   |
| Králíky             | 4 126  | en diminution   |
| Červená Voda        | 3 007  | en augmentation |
| Jablonné nad Orlicí | 3 106  | en augmentation |